# Eospongilla
Eospongilla is een uitgestorven geslacht van sponsdieren uit de klasse van de Demospongiae (gewone sponzen).

## Soort
- Eospongilla morrisonensis Dunagan, 1999 †